# ドイツ連邦銀行
ドイツ連邦銀行（ドイツれんぽうぎんこう、ドイツ語：Deutsche Bundesbank）は、ドイツの中央銀行。連邦政府直属の法人である。間接的ではあるが行政機関にも位置づけられる。本店はフランクフルト・アム・マインに設置されており、欧州中央銀行制度を構成する。通称はブンデスバンク。

## 沿革

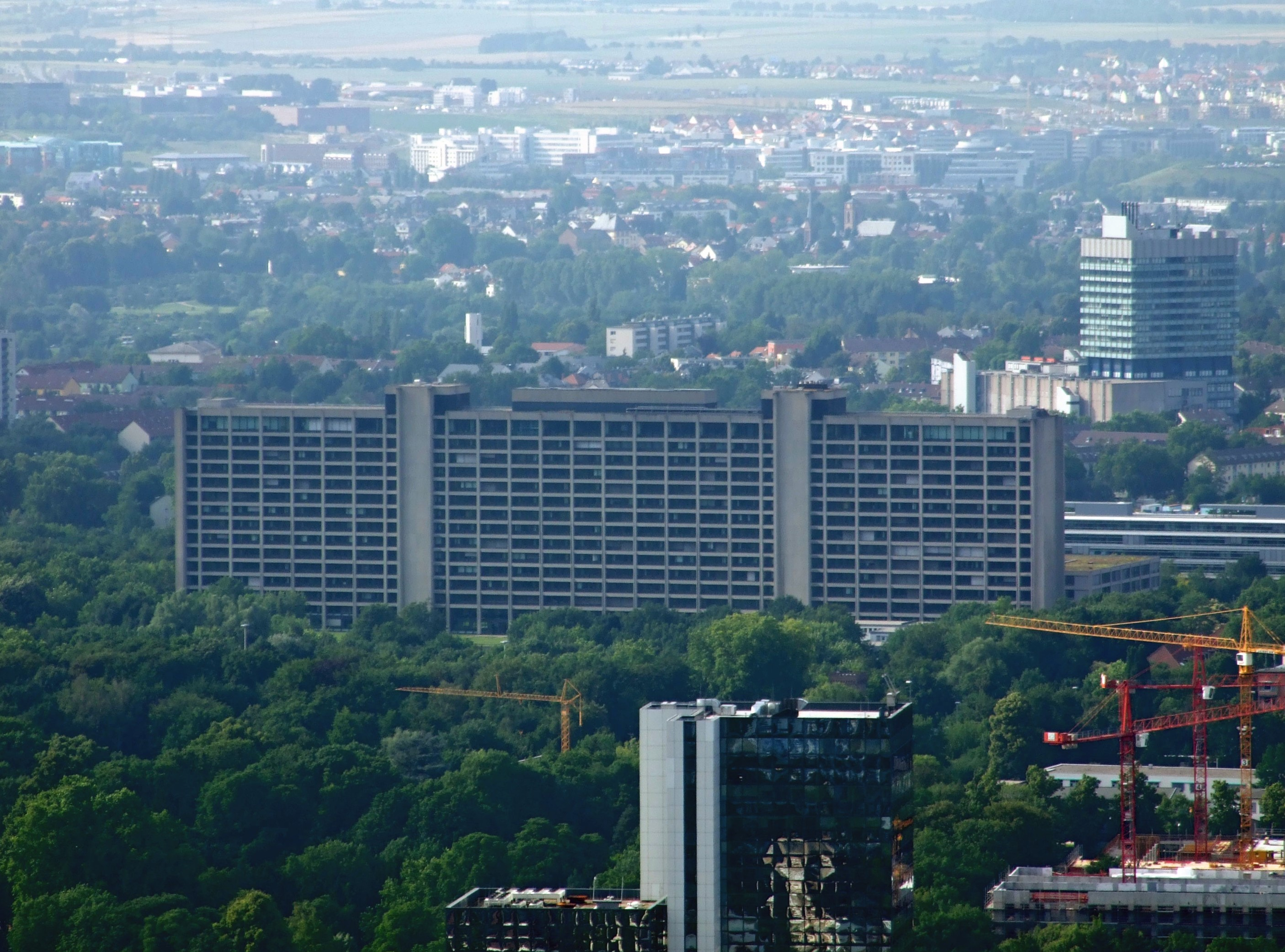
マインタワーから眺める本店ビル

ドイツ連邦銀行の沿革は第二次世界大戦終結後のドイツにおける通貨の歴史と密接にかかわっている。戦後ドイツでは通貨制度の完全な破綻という状況から、通貨改革が欠かせないものとなっていた。1948年6月21日に西側の占領地域と西ベルリンにおいて、実際には無価値であったライヒスマルクからドイツマルクへの通貨切替が実施された。この通貨改革はアメリカ、イギリス、フランスの三カ国による占領統治機関が定めた法律によるものである。準備制度に関して西側諸国は占領地域において、アメリカの連邦準備制度にならって、厳格な連合体構造を持つ新たな2段階の中央銀行制度を創設した。新たな中央銀行制度は、西側諸国が占領しているそれぞれの州の法的に独立した州立銀行の連合体として構成されることとなり、1948年3月1日にドイチェ・レンダー銀行（ドイツ連邦諸州銀行）としてフランクフルトに発足した。各州立銀行はそれぞれの州内において中央銀行として機能していた一方で、ドイチェ・レンダー銀行はそれら州立銀行の出資を受け、発券業務や外貨統制といった特定の中央銀行業務や政策などを担っていた。2段階の中央銀行制度の最高機関はドイチェ・レンダー銀行の中央銀行理事会である。理事会はドイチェ・レンダー銀行および各州立銀行の各総裁と、ドイチェ・レンダー銀行の役員会議長で構成された。中央銀行理事会ではとくに割引政策や、新たに導入された準備預金政策を決定している。さらに公開市場操作や信用供与についての指針も策定している。
戦前の発券銀行（ドイツ帝国銀行）が政府の統制に拘束されたという苦い経験から、第二次世界大戦後のドイツでは中央銀行の独立性という原則が広く受け入れられていった。ドイチェ・レンダー銀行は当初からドイツの政治とは切り離されて設立され、また1949年9月の発足後も連邦政府から独立していた。その後1951年には占領国から運営の自由を獲得した。インフレがナチスの台頭を招いたことから物価の安定に重きを置いた金融政策を行った。
1949年5月24日に施行されたドイツ連邦共和国基本法の第88条では、連邦銀行として貨幣・発券銀行を設立して占領軍の権限を移行させることをうたっていた。この規定が実現されたのは1957年のことであり、2段階の中央銀行制度の構造が企図されていたドイツ連邦銀行法が7月26日に施行され、これにより新設されたドイツ連邦銀行に権限が移譲された。またベルリン中央銀行を含む各州の中央銀行はドイチェ・レンダー銀行と統合し、法的には独立した発券銀行ではなくなり、連邦銀行の傘下に置かれるようになった。ただし名称には「州中央銀行」 (Landeszentralbank) を残していた。
中央銀行理事会がドイツ連邦銀行の最高意思決定機関としての役割を果たしてきた。この理事会は各州中央銀行総裁とフランクフルトの役員会議長で構成される。中央銀行理事会は連邦銀行の通貨・金融政策を決定し、また運営・実施に関する指針を策定する。ドイツ連邦銀行の中心的な執行機関として、役員会が中央銀行理事会の決定に基づいて運営を担う。役員会は連邦銀行を統率し、また連邦内における商取引や、連邦内での金融機関全体の取引、為替や外国との通商に関する業務、自由市場における商取引についての特別な権限を有している。役員会はドイツ連邦銀行総裁と副総裁に加えて最大6名の役員で構成される。
各州中央銀行はそれぞれの州内において独自の裁量内で業務・監督を担っている。連邦銀行法では州内での金融機関や公共・行政機関との取引業務について明確に定めている。また各州中央銀行には支部が設置された。この業務を指揮するのは、たいていは州中央銀行総裁と副総裁からなる役員会である。
1990年7月1日、東西ドイツ間での通貨・経済・社会統合に関する協定が発効し、ドイツマルクが両ドイツにおける唯一の法定通貨となった。またこれに伴ってドイツ連邦銀行の通貨・金融政策の対象領域も拡大された。さらに1990年5月18日の協定の変更を受けて、ベルリンに暫定的な管理機関が設置され、その後同年10月3日のドイツ再統一以降も業務を続け、1992年10月31日まで活動していた。再統一による状況の変化に対応するため、ドイツ連邦銀行の組織は連邦銀行法の修正を受けて変更され、また組織の効率化も同時になされた。従来11あった州中央銀行とベルリンの暫定管理機関は経済面でほぼ同じ規模となる領域を管轄することになるように、9つにまで再編された。
1993年11月1日、マーストリヒト条約が発効し、そのなかで経済通貨統合が定められていた。加盟各国の金融政策は欧州連合 (EU) 全体を対象とする、欧州中央銀行と加盟国の中央銀行で構成される欧州中央銀行制度に移管されることになった。この経済通貨統合に対応するために2002年に7度目の連邦銀行法の修正がなされ、同年4月30日以降の連邦銀行の組織について定められた。

### 2002年までの組織
1999年に通貨に関する権限が欧州中央銀行に移譲されたことにより、2002年にドイツ連邦銀行の機構が改められた。この機構改編までドイツ連邦銀行には3つの機関が設置され、最高機関の中央銀行理事会は以下の者で構成されていた。
- 総裁、副総裁と6人の役員からなる役員会。8名は連邦政府により推薦される。
- 9人の州中央銀行総裁。連邦参議院の推薦を受ける。

役員会は連邦銀行の業務執行機関で、中央銀行理事会で決定した金融政策を実行していた。

## 欧州中央銀行制度のもとでのドイツ連邦銀行
ドイツ連邦銀行自体はなおも存続している。その後の使命は2002年4月30日に施行された「ドイツ連邦銀行法」第7時修正法に規定されている。

### 業務
ドイツ連邦銀行の使命は基本法第3条に規定されている。同条では、「ドイツ連邦銀行はドイツ連邦共和国の中央銀行として欧州中央銀行制度を構成する不可分の要素である。ドイツ連邦銀行は物価水準の安定確保を至上目的として業務にあたり、ドイツ連邦共和国の外貨準備を管理・運営し、国内外の適切な金融取引の決済処理を確保し、支払・精算の安定に寄与するものである」（日本語仮訳）とうたっている。
ドイツ連邦銀行法および欧州中央銀行規程において、ドイツ連邦銀行の業務分野は4つに大別され、いずれも通常は欧州中央銀行と協調して行われる。
ドイツ連邦銀行は財政計画会議において、地方政府の予算計画と多年度財政計画の調整の支援も行っている。

### 発券銀行
連邦銀行は発券銀行として市中に現金を供給し、その現金の流通能力を確保している。銀行などの金融機関に預けられている現金を検査し、偽造通貨を回収して警察機関に提出している。またドイツマルクとの交換も無期限で受け付け、破損した紙幣との取替えも行っている。また毎週、通貨の信頼性や流通量についての情報を開示している。なお、政府はキャッシュレス化などの現金使用を減少させる施策は取っていないとされる。

### 銀行の銀行
銀行の銀行としての機能は大きく2つに分けられる。まず、ドイツ連邦銀行は商業銀行を対象としてリファイナンス（借換）やクリアリング（交換）を行っている。商業銀行はいわゆるリファイナンシングと呼ばれる手法で、連邦銀行や欧州中央銀行から資金を借り入れることができる。リファイナンシングはマネーサプライの調節にかかわるもので、1998年末まではドイツ連邦銀行の重要な業務のひとつであった。1999年1月1日以降は、リファイナンシングは物価安定を確保するという欧州中央銀行の最たる目的のために金融政策の一環として用いられる。なお商業銀行は短期的に資金を連邦銀行や欧州中央銀行に預け入れる（いわゆる付利預金ファシリティ）ことができない。また連邦銀行では RTGSplus や TARGET、TARGET2 といった大規模な国内外の商業銀行の間での決済システムを支えている。EU域内の金融機関で1秒間にやり取りされる金額は10億ユーロにも達する。
各金融機関に割り振られたコード番号 (BLZ) はドイツ連邦銀行における口座番号の役割を持ち、マネーサプライの決済に用いられる。

### 金融監督機関
連邦銀行は他方で金融機関に対する監督を連邦金融監督庁 (BaFin) と密接に協力して実施し、これにより金融システムの安定を確保している。連邦銀行は進行中の金融機関の監視を連邦金融監督庁から引き継ぎ、その機関についての年次決算報告書を精査し、銀行法第44条に基づく特別監査を実施する。また連邦銀行は金融機関の財務状況についての統計データを提供している。連邦金融監督庁は連邦銀行と連携して検査の指示や令状を発する。

### 政府の銀行
政府の銀行として連邦銀行は連邦政府、州政府、自治体や社会保険機関の財産を無償で管理し、またこれらに機関に対して一般の銀行と同じサービスを提供している。またこれらの口座は、連邦銀行が公的機関に現金を供与することが禁止されているため、資産担保型となっている。これは2つの世界大戦に旧ドイツ帝国銀行時代の融資による苦い経験の反省によるものである。また連邦銀行は Deutsche Finanzagentur （連邦政府が100%出資して設立した債券運用機関）に対して債券の売買を行っている。

### 外貨準備・管理機関
連邦銀行の外貨準備とは、ユーロ以外の全資産のことである。例えば金準備、外貨建て債券、外国銀行での預金、外国通貨がそれらに含まれる。外貨準備は自国通貨と同価で形成される。可能な限りそれらで利益を上げ、また市場介入を行って為替レートを大きく変動させることもできる。連邦銀行の金準備高は3,427トン、市場価格にして654億ユーロ（2007年11月17日時点）で、アメリカの連邦準備銀行に次いで世界で2番目のものとなっている。ドイツの金準備の大部分はドイツ国内にはなく、ニューヨーク連邦準備銀行本部やロンドンに保管されている。
利子収入が減少するなか、金準備を売却する要求を繰り返し受けても、連邦銀行はその要求を拒否してきた。連邦銀行は要求に対して以下のように述べている。
このような考え方には専門家の間で議論の対立が起こっている。

### 機構
旧州中央銀行の9つの本店は連邦銀行の支部として残され、また47の支店が置かれている。また2007年12月末時点で10,391人の職員が働いている。支店は金融機関や行政機関、現金輸送輸送に対して現金を供給したり、現金によらない決済処理を行っている。

### 歴代総裁
- 1948年-1957年：カール・ベルナルト（ドイツ語版）（ドイチェ・レンダー銀行中央銀行理事会議長）
- 1948年-1957年：ヴィルヘルム・フォッケ（ドイツ語版）（ドイチェ・レンダー銀行役員会総裁、1957年8月1日からドイツ連邦銀行総裁）
- 1958年-1969年：カール・ブレシング（英語版）
- 1969年-1977年：カール・クラーゼン（英語版）
- 1977年-1979年：オトマール・エミンガー（英語版）
- 1980年-1991年：カール・オットー・ペール（英語版）
- 1991年-1993年：ヘルムート・シュレジンガー（英語版）
- 1993年-1999年：ハンス・ティートマイヤー（英語版）
- 1999年-2004年：エルンスト・ヴェルテケ（英語版）
- 2004年：ユルゲン・シュタルク（ヴェルテケの辞任に伴う総裁代行）
- 2004年-2011年 ：アクセル・ヴェーバー
- 2011年-2021年 ：イェンス・ヴァイトマン
- 2022年- ：ヨアヒム・ナーゲル

### 近年の組織
役員会 (Vorstand) は連邦銀行の最高機関である。役員会は以下のように構成される。
- 総裁、副総裁、2名の役員。この4名は連邦政府が推薦する。
- 上記以外の4名の役員。この4名は連邦参議院が推薦する。

役員は連邦大統領により任命される。任期は通常は8年であるが、最短で5年のときもある。
連邦政府は連邦と各州のバランスをとるため、役員会の人員数を6名にまで削減する方針を決めており、2009年初頭からそのための移行期間を設定している。完全実施まで役員会は7名で構成されることになっている。

### 利益
| ドイツ連邦銀行の収益（1988年-2007年） （単位：10億ユーロ） | ドイツ連邦銀行の収益（1988年-2007年） （単位：10億ユーロ） | ドイツ連邦銀行の収益（1988年-2007年） （単位：10億ユーロ） | ドイツ連邦銀行の収益（1988年-2007年） （単位：10億ユーロ） |
| 年                                                         | 収益                                                       | 年                                                         | 収益                                                       |
| ---------------------------------------------------------- | ---------------------------------------------------------- | ---------------------------------------------------------- | ---------------------------------------------------------- |
| 1988                                                       | 5.2                                                        | 1998                                                       | 8.5                                                        |
| 1989                                                       | 5.1                                                        | 1999                                                       | 3.9                                                        |
| 1990                                                       | 4.3                                                        | 2000                                                       | 8.4                                                        |
| 1991                                                       | 7.4                                                        | 2001                                                       | 11.2                                                       |
| 1992                                                       | 6.7                                                        | 2002                                                       | 5.4                                                        |
| 1993                                                       | 9.4                                                        | 2003                                                       | 0.2                                                        |
| 1994                                                       | 5.2                                                        | 2004                                                       | 0.7                                                        |
| 1995                                                       | 5.3                                                        | 2005                                                       | 2.9                                                        |
| 1996                                                       | 4.5                                                        | 2006                                                       | 4.2                                                        |
| 1997                                                       | 12.1                                                       | 2007                                                       | 4.3                                                        |

連邦銀行は商業銀行に対するリファイナンシングや外貨準備の運用で毎年数十億から数百億ユーロの利益を上げている。外貨準備の運用で上げた利益は為替変動幅に左右され、外国為替が上昇したときは利益も大きくなり、逆に下落したときは利益に悪影響をもたらす。またリファイナンシングによる利益は金利水準に平行して増減することになる。
ドイツ連邦銀行は自らが上げた利益を銀行の所有者である連邦に支払う。そのうち35億ユーロを上限として連邦の財源として自由に使われ、それを超える分は、1995年以降は負の遺産償還基金 (Erblastentilgungsfonds) の債務償還に充てられる。1976年から1979年にかけて連邦銀行はUSドルの衰退による外貨準備の価値下落で損失を被り、債務超過に陥った。一方で1997年には124億ユーロの利益を計上し、過去最大の収益となった。2007年には43億ユーロの利益を上げている。

## そのほか
連邦銀行は一般利用可能な関連資料を所蔵する図書館や付属の貨幣博物館を設置している。
連邦銀行はこれまで特別手当として基本給の19%に相当する額を職員に支払ってきたが、2006年には本店勤務の新人職員で基本給の9%、支部勤務で基本給の5%にまでそれぞれ削減し、支店勤務の職員は撤廃した。これにより将来の給与支払額の増加幅が半分に抑えられることになるとしている
2007年8月9日、ドイチェ・ポストは「ドイツ連邦銀行50周年」記念切手を発行した。
フランス銀行とイタリア銀行とともにドイツ連邦銀行はヨーロッパ規模の決済システムである TARGET2 を運営している。